# Antoine Douchet
Pour les articles homonymes, voir Douchet.
Antoine Douchet est un réalisateur et acteur français né à Amiens le 1er décembre 1967.

## Biographie
Antoine Douchet a réalisé son premier long métrage après avoir écrit, en vain, plusieurs scénarios. Jacques le Fataliste (1993), libre adaptation du roman de Diderot, interprété notamment par Serge Riaboukine, a été victime de l'indifférence des distributeurs. Il « a tout du film maudit », écrit Jérémie Grima. « Et, poursuit-il, tous les efforts d'Antoine Douchet, son réalisateur, pour en venir à bout, n'auront eu pour résultat que d'offrir au film un aller simple pour le purgatoire du 7e art ».

## Filmographie partielle

### Acteur
- 1993 : Jacques le fataliste : le réalisateur
- 2006 : Les Fragments d'Antonin de Gabriel Le Bomin
- 2018 : Je sais tomber, téléfilm d'Alain Tasma : un ami du défunt
- 2019 : Jeanne de Bruno Dumont : Jean Le Maistre
- 2020 : F.F.I. contre zombies : Albéric

### Réalisateur
- 1993 : Jacques le fataliste[2]
- 2001 : Cum to Live
- 2007 : Does God Exist ?
- 2011 : Athéisme
- 2014 : Gamer or Hacker ?
- 2020 : F.F.I. contre zombies